# シルベストル・イルンガ
シルベストル・イルンガ・イルンカンバ（フランス語: Sylvestre Ilunga Ilunkamba、1947年 -  ）は、コンゴの政治家。第33代コンゴ民主共和国首相。政治家としての経歴は1970年に遡り、数々の閣僚を務め、1979年にはキンシャサ大学の教授を務めたほか、コンゴ国立鉄道の事務局長を務め、2019年5月に第33代コンゴ民主共和国首相に就任した。